# Brett Donahue
Brett Donahue (* im Februar 1986 in Winnipeg, Manitoba) ist ein kanadischer Theater- und Filmschauspieler.

## Leben
Donahue lernte das Schauspiel an der University of Manitoba und der University of Winnipeg, die er mit dem Bachelor of Fine Arts verließ. Er verfeinerte sein Schauspiel an der National Theatre School of Canada. Nach seinem dortigen Abschluss zog er nach Toronto. Dort tritt er in verschiedenen Bühnenstücken in Theatern- und Theaterfestivals auf.
Er debütierte als Fernsehschauspieler 2007 im Fernsehfilm Endstation – Angriff aus dem Untergrund. Ab 2012 konnte er sich zunächst als Episoden- und Nebendarsteller etablieren und war in den Fernsehserien Nikita, Beauty and the Beast und Suits sowie in dem Film Total Recall zu sehen. 2016 stellte er in zwölf Episoden der Fernsehserie Das Königreich der Anderen die Rolle des Peter Quince dar. 2017 übernahm er die Rolle des Sam Daerwood im Thriller Radius – Tödliche Nähe. Von 2019 bis 2020 war er in fünf Episoden der Fernsehserie Private Eyes als Tex zu sehen.

## Filmografie
- 2007: Endstation – Angriff aus dem Untergrund (Something Beneath) (Fernsehfilm)
- 2012: Nikita (Fernsehserie, Episode 2x23)
- 2012: Total Recall
- 2012: Beauty and the Beast (Fernsehserie, Episode 1x04)
- 2013: Suits (Fernsehserie, Episode 2x12)
- 2013: The Shape of Rex
- 2013: Alice (Kurzfilm)
- 2013: Republic of Doyle – Einsatz für zwei (Republic of Doyle) (Fernsehserie, Episode 5x03)
- 2013: Gaysian (Kurzfilm)
- 2013–2015: Backpackers (Fernsehserie, 2 Episoden)
- 2014: Lizzie Borden (Fernsehfilm)
- 2014: The Editor
- 2014: Reign (Fernsehserie, Episode 2x05)
- 2015: Barn Wedding
- 2016: Das Königreich der Anderen (The Other Kingdom) (Fernsehserie, 12 Episoden)
- 2016: Project: CNY (Kurzfilm)
- 2017: Come Back (Kurzfilm)
- 2017: Die Kennedys: After Camelot (The Kennedys: After Camelot) (Mini-Serie, Episode 1x04)
- 2017: Shadowhunters (Fernsehserie, 2 Episoden)
- 2017: Radius – Tödliche Nähe (Radius)
- 2017: Bad Blood (Fernsehserie, 3 Episoden)
- 2018: Sleeper (Fernsehfilm)
- 2019: Her Story (In Three Parts)
- 2019: Her Story No. 3: In the Absence of Angels (Kurzfilm)
- 2019: Cerebrum (Fernsehserie, 2 Episoden)
- 2019–2020: Private Eyes (Fernsehserie, 5 Episoden)
- 2020: Rule of 3 (Fernsehfilm)
- 2020: Slaxx
- 2020: Jack (Kurzfilm)